# メイショウムラクモ
メイショウムラクモ（欧字名:Meisho Murakumo、2018年3月31日 - ）は、日本の競走馬。主な勝ち鞍に2021年のレパードステークス。
『メイショウムラクモ』を名乗る競走馬は本馬が2代目である。初代メイショウムラクモは1989年4月15日産まれ、ブレイヴェストローマン産駒の牡馬。のちに松本の所有馬メイショウハリオやメイショウタバルでG1級競走を優勝する三嶋牧場（北海道浦河町）の生産馬であり、現役時代は栗東・武邦彦厩舎に所属、中央2戦未勝利で引退している。

## 戦績
- 特記事項なき場合、本節の出典はJBISサーチ[4]

2020年9月12日、中山競馬場での2歳新馬戦でデビューし、15着。ダート戦に変更した2戦目の未勝利戦で初勝利を挙げ、JBC2歳優駿の補欠にもなった。その後1勝クラスで4着、3着としたあと2021年2月27日の1勝クラス戦で2勝目を挙げた。伏竜ステークスでゴッドセレクションの2着に入った後少し間隔が開き、7月福島競馬場のいわき特別では2着ディールクルムに7馬身差をつけて3勝目。登録済みのジャパンダートダービーは補欠1番手で出走できず、8月のレパードステークスは2番手から3番手の競馬から直線で後続を突き放し、スウィープザボードを3馬身差下して重賞初勝利。鞍上の柴田善臣も55歳0か月10日でのJRA重賞制覇となって、岡部幸雄が保持していたJRA重賞最年長勝利記録を更新する勝利となった。その後、3か月の休養を挟んで11月7日に行われたみやこステークスに出走し、レースでは中団で脚を溜めるも直線で伸びを欠いて5着に敗れる。続く12月11日の師走ステークスで10着と大敗を喫したあと、長期の休養に入ることになった。
5歳となった2023年1月8日のポルックスステークスで1年ぶりに実戦復帰するが14着と殿負けに終わり、4月8日の吾妻小富士ステークスでは14着、4月30日のブリリアントステークスでは15着と大敗したのち再び休養に入っていたが、レースに復帰することなく2025年3月26日付けでJRAの競走馬登録を抹消され現役を引退した。引退後は新潟競馬場で乗馬となる。

## 競走成績
以下の内容は、JBISサーチ、netkeiba.comに基づく。
| 競走日     | 競馬場 | 競走名        | 格   | 距離（馬場）  | 頭 数 | 枠 番 | 馬 番 | オッズ （人気） | 着順 | タイム （上り3F） | 着差 | 騎手      | 斤量 [kg] | 1着馬（2着馬）         | 馬体重 [kg] |
| ---------- | ------ | ------------- | ---- | ------------- | ----- | ----- | ----- | --------------- | ---- | ----------------- | ---- | --------- | --------- | ---------------------- | ----------- |
| 2020.09.12 | 中山   | 2歳新馬       |      | 芝2000m（稍） | 15    | 2     | 3     | 057.4（10人）   | 15着 | R2:09.0（37.6）   | -3.0 | 0池添謙一 | 54        | マーサーアン           | 480         |
| 0000.10.03 | 中山   | 2歳未勝利     |      | ダ1800m（良） | 16    | 6     | 11    | 066.1（10人）   | 01着 | R1:53.5（38.6）   | -0.5 | 0柴田善臣 | 55        | （トーセンダニエル）   | 484         |
| 0000.12.13 | 中山   | 2歳1勝クラス  |      | ダ1800m（良） | 16    | 6     | 12    | 004.40（2人）   | 04着 | R1:54.6（38.7）   | -0.9 | 0江田照男 | 55        | ラペルーズ             | 488         |
| 2021.01.09 | 中山   | 黒竹賞        | 1勝  | ダ1800m（良） | 18    | 2     | 2     | 006.20（3人）   | 03着 | R1:54.6（38.5）   | -0.3 | 0江田照男 | 56        | ティアップリオン       | 484         |
| 0000.02.27 | 中山   | 3歳1勝クラス  |      | ダ1800m（良） | 10    | 8     | 10    | 003.40（2人）   | 01着 | R1:54.4（39.2）   | -1.3 | 0柴田善臣 | 56        | （ディールクルム）     | 476         |
| 0000.03.27 | 中山   | 伏竜S         | OP   | ダ1800m（良） | 14    | 2     | 2     | 004.60（2人）   | 02着 | R1:52.6（38.1）   | -0.5 | 0柴田善臣 | 56        | ゴッドセレクション     | 478         |
| 0000.07.10 | 福島   | いわき特別    | 2勝  | ダ1700m（重） | 15    | 7     | 12    | 001.80（1人）   | 01着 | R1:44.3（37.7）   | -1.2 | 0柴田善臣 | 54        | （ディールクルム）     | 470         |
| 0000.08.08 | 新潟   | レパードS     | GIII | ダ1800m（良） | 15    | 8     | 15    | 002.80（1人）   | 01着 | R1:51.3（37.2）   | -0.5 | 0柴田善臣 | 56        | （スウィープザボード） | 482         |
| 0000.11.07 | 阪神   | みやこS       | GIII | ダ1800m（良） | 16    | 5     | 10    | 004.10（2人）   | 05着 | R1:51.5（37.1）   | -0.7 | 0柴田善臣 | 55        | メイショウハリオ       | 482         |
| 0000.12.11 | 中山   | 師走S         | L    | ダ1800m（稍） | 16    | 2     | 4     | 002.20（1人）   | 10着 | R1:52.0（38.1）   | -1.0 | 0田辺裕信 | 55        | バレッティ             | 496         |
| 2023.01.08 | 中山   | ポルックスS   | OP   | ダ1800m（良） | 14    | 4     | 6     | 033.6（10人）   | 14着 | R1:54.4（39.4）   | -2.5 | 0柴田善臣 | 58        | ニューモニュメント     | 494         |
| 0000.04.08 | 福島   | 吾妻小富士S   | OP   | ダ1700m（良） | 15    | 3     | 5     | 018.7（06人）   | 14着 | R1:46.4（38.9）   | 01.8 | 0柴田善臣 | 56        | ブラックアーメット     | 482         |
| 0000.04.30 | 東京   | ブリリアントS | L    | ダ2100m（良） | 16    | 3     | 5     | 112.6（15人）   | 15着 | R2:13.2（39.3）   | -3.2 | 0柴田善臣 | 56        | ディクテオン           | 496         |

## 血統表
| メイショウムラクモの血統      | メイショウムラクモの血統                             | メイショウムラクモの血統                             | （血統表の出典）                                     | （血統表の出典）  |
| 父系                          | ヘイロー系                                           | ヘイロー系                                           | ヘイロー系                                           | [ § 2 ]           |
| 父 ネオユニヴァース 2000 鹿毛 | 父の父*サンデーサイレンス Sunday Silence 1986 青鹿毛 | Halo                                                 | Hail to Reason                                       | Hail to Reason    |
| 父 ネオユニヴァース 2000 鹿毛 | 父の父*サンデーサイレンス Sunday Silence 1986 青鹿毛 | Halo                                                 | Cosmah                                               |                   |
| 父 ネオユニヴァース 2000 鹿毛 | 父の父*サンデーサイレンス Sunday Silence 1986 青鹿毛 | Wishing Well                                         | Understanding                                        | Understanding     |
| 父 ネオユニヴァース 2000 鹿毛 | 父の父*サンデーサイレンス Sunday Silence 1986 青鹿毛 | Wishing Well                                         | Mountain Flower                                      |                   |
| 父 ネオユニヴァース 2000 鹿毛 | 父の母*ポインテッドパス Pointed Path 1984 栗毛       | Kris                                                 | Sharpen Up                                           | Sharpen Up        |
| 父 ネオユニヴァース 2000 鹿毛 | 父の母*ポインテッドパス Pointed Path 1984 栗毛       | Kris                                                 | Doubly Sure                                          |                   |
| 父 ネオユニヴァース 2000 鹿毛 | 父の母*ポインテッドパス Pointed Path 1984 栗毛       | Silken Way                                           | Shantung                                             | Shantung          |
| 父 ネオユニヴァース 2000 鹿毛 | 父の母*ポインテッドパス Pointed Path 1984 栗毛       | Silken Way                                           | Boulevard                                            |                   |
| 母 ノースパストラル 2010 鹿毛 | 母の父キングヘイロー 1995 鹿毛                       | *ダンシングブレーヴ                                  | Lyphard                                              | Lyphard           |
| 母 ノースパストラル 2010 鹿毛 | 母の父キングヘイロー 1995 鹿毛                       | *ダンシングブレーヴ                                  | Navajo Princess                                      |                   |
| 母 ノースパストラル 2010 鹿毛 | 母の父キングヘイロー 1995 鹿毛                       | *グッバイヘイロー                                    | Halo                                                 | Halo              |
| 母 ノースパストラル 2010 鹿毛 | 母の父キングヘイロー 1995 鹿毛                       | *グッバイヘイロー                                    | Pound Foolish                                        |                   |
| 母 ノースパストラル 2010 鹿毛 | 母の母ブランピュール 2000 鹿毛                       | アンバーシャダイ                                     | *ノーザンテースト                                    | *ノーザンテースト |
| 母 ノースパストラル 2010 鹿毛 | 母の母ブランピュール 2000 鹿毛                       | アンバーシャダイ                                     | *クリアアンバー                                      |                   |
| 母 ノースパストラル 2010 鹿毛 | 母の母ブランピュール 2000 鹿毛                       | パウダースノー                                       | *スキャン                                            | *スキャン         |
| 母 ノースパストラル 2010 鹿毛 | 母の母ブランピュール 2000 鹿毛                       | パウダースノー                                       | タカサークル                                         |                   |
| 母系(F-No.)                   | フロリースカツプ(GB)系(FN:3-l)                       | フロリースカツプ(GB)系(FN:3-l)                       | フロリースカツプ(GB)系(FN:3-l)                       | [ § 3 ]           |
| 5代内の近親交配               | Halo 3 × 4 = 18.75％、Northern Dancer 5 × 5 = 6.25％ | Halo 3 × 4 = 18.75％、Northern Dancer 5 × 5 = 6.25％ | Halo 3 × 4 = 18.75％、Northern Dancer 5 × 5 = 6.25％ | [ § 4 ]           |
| 出典                          | 1. 2. 3. 4.                                          | 1. 2. 3. 4.                                          | 1. 2. 3. 4.                                          | 1. 2. 3. 4.       |

- 祖母・ブランピュールは阪神ジュベナイルフィリーズ3着馬[14]。